# 鼓浪屿街道
鼓浪屿街道是中国福建省厦门市思明区下辖的一个街道办事处。辖区范围即鼓浪屿全岛，1.91平方千米，户籍人口15373人。
鼓浪屿街道辖区在2003年以前为鼓浪屿区，不辖街道乡镇，是当时全国最小的市辖区。

## 歷史
鼓浪屿唐末时名沙洲仔，为南安县属地。五代后唐属同安县。宋属同安縣綏德鄉嘉禾里。元明时期为同安县二十一都。清为同安县二十一都鼓浪屿保。光绪二十八年（1902年），设鼓浪屿公共租界，由工部局管辖。1943年，汪精卫政权收回鼓浪屿。抗日戰爭勝利後，中華民國政府接收鼓浪嶼，设鼓浪屿区。1949年10月17日，中国人民解放军解放鼓浪屿。1958年，共设10个居委会；1978年11月，设立龙头、内厝两个管理区；1979年改称龙头、内厝街道办事处，下辖11个居委会；1984年9月撤销两个街道办事处。2003年4月經國務院批准，鼓浪嶼區、思明區和開元區合併成立新的思明區。鼓浪嶼區改设鼓浪屿街道。

## 行政區劃
鼓浪屿街道下辖2个社区：龙头社区（东部）、内厝社区（西部）。